# Laodika V
Laodika V (gr. Λαοδίκη, Laodíkē) (zm. 150 p.n.e.) – syryjska księżniczka i królowa najpierw Macedonii, jako małżonka Perseusza, a później Syrii jako małżonka Demetriusza I Sotera.

## Życiorys
Laodika urodziła się jako ostatnie dziecko króla Syrii Seleukosa IV Filopatora i jego siostry-żony Laodiki IV. Miała dwóch braci – Antiocha i Demetriusz I Soter.
W 178 p.n.e. król Macedonii Perseusz odniósł niezwykły sukces dyplomatyczny podbijając wyspę Rodos i zapewniwszy sobie wsparcie króla Egiptu poślubił za zgodą Demetriusza I jego siostrę Laodikę. Nie przetrwały do naszych czasów żadne wzmianki dotyczące stosunków pomiędzy parą królewską, ale mieli oni przynajmniej czworo dzieci: Aleksandra, Filipa, Andriskosa (uważającego się później za ich syna) i nieznaną z imienia córkę.
Po serii pozornie zwycięskich dla Perseusza bitew, zwycięstwo odnieśli Rzymianie dowodzeni przez Lucjusza Emiliusza Paulusa w bitwie pod Pydną w 168 p.n.e. Macedonia stała się rzymską prowincją, a Perseusz i jego rodzina wzięli udział w tryumfie Emiliusza Paulusa i zamieszkali jako zakładnicy w samym Rzymie. Perseusz zmarł w około 164 p.n.e. lub nieco później, a Laodika oraz ich dzieci zostały wzięte pod opiekę przez senat. Niewiele o nich wiadomo – najstarszy z dzieci byłego króla – Aleksander, wciąż był dzieckiem gdy Rzymianie pokonali Perseusza. Według Liwiusza był on przetrzymywany w miasteczku Alba Fucens, gdzie szybko nauczył się łaciny, był utalentowanym metalurgiem i żył do swojej śmierci. Z przegraną i uwięzieniem Perseusza skończyło się panowanie Antygonidów w Macedonii.
W przeciwieństwie do męża Laodike szybko została odesłana na dwór swojego ojczyma i stryja (męża jej matki) Antiocha IV Epifanesa, gdzie żyła w dostatku i poważaniu. Po jego śmierci przeszła pod opiekę przyrodniego brata i kuzyna zarazem Antiocha V Eupatora. Kiedy i ten zmarł na tronie królewskim zasiadł jej brat Demetriusz I Soter, który być może wówczas rozważał poślubienie siostry. Jednakże nie podjął żadnych kroków w tym kierunku – żyła wówczas jeszcze Apama, matka jego trzech synów: Demetriusza II Nikatora, Antiocha VII Sidetesa i Antygona.
Około 160 p.n.e. Demetriusz I zaproponował siostrę za żonę ich kuzynowi Ariaratesowi V, królowi Kapadocji, jednakże ten zdecydowanie odmówił. Kiedy w 158 p.n.e. Kapadocją wstrząsała wojna domowa pomiędzy Ariaratesem V, a jego bratem Orofernesem, Seleukida bez wahania poparł tego drugiego i w 159 p.n.e. wypędził Ariaratesa V z Kapadocji, a na jego miejsce wystawił Orofernesa Nikeforosa. Ariarates pozbawiony królestwa, uciekł do Rzymu. Przy poparciu wrogów Demetriusza I w lecie 152 p.n.e. uznał za prawowitego dziedzica posiadłości Seleucydów uzurpatora Aleksanda Balasa, który podawał się za syna Antiocha IV i podarował mu wsparcie militarne oraz pieniądze potrzebne na odzyskanie „dziedzictwa”. W czasie kampanii wojskowej przeciwko Balasowi, Demetriusz I i jego niedawno poślubiona żona Laodika V zostali zamordowani pod Antiochią w 150 p.n.e.